# Bus Whisky
Bus Whisky Distillers is een Nederlandse distilleerderij, gesticht in 2016 in het Noord-Brabantse Loosbroek. De distilleerderij streeft naar de productie van duurzame whisky. De brouwgerst wordt lokaal geteeld, zonder dat er kunstmest of synthetische bestrijdingsmiddelen aan te pas komen. Het mouten wordt uitbesteed.

## Geschiedenis
In 2013 begonnen Dennis Hurkmans en Ezra Leeger, twee Brabantse ondernemers, met het produceren van kirschwasser en kersenlikeur, gemaakt van de kersen van de eigen boerderij. Ze vonden echter geen slijter bereid om het product te verkopen. Toen er een partij mout over bleef van een regionaal bierproject, besloten ze deze mout te verwerken tot alcohol in de distilleerketel van de kirsch. In 2016 werd de eerste single malt whisky geproduceerd, en ontstond daarmee de Bus Whisky Distillery. De naam Bus is afkomstig van de nabijgelegen buurtschap Bus, waar de wijstwaterbron van de distilleerderij ligt, op het erf van de boerderij waar ook de brouwgerst voor Bus Whisky geteeld wordt.
In november 2019 werd de eerste whisky publiekelijk uitgegeven op een internationaal whiskyfestival in de Grote Kerk in Den Haag. Drie jaar later was Bus Whisky Distillery naar eigen zeggen uitgegroeid tot de op een na grootste whiskyproducent van Nederland. Om het geld voor de productie van de whisky voor elkaar te krijgen, werd in 2021 de Bus Whisky Coöperatie U.A. opgericht. Daarmee werd investeerders de mogelijkheid geboden om certificaathouder en mede-eigenaar te worden in Bus Whisky. De whiskystokerij haalde in zowel 2021 als 2022 één miljoen euro groeigeld op en had in 2023 inmiddels meer dan vijfhonderd mede-eigenaren.
In 2021 was de jaarproductie van het bedrijf ongeveer twintigduizend liter whisky.

## Erkenning
Door de jaren heen heeft Bus Whisky Distillers verschillende prijzen gewonnen en erkenningen ontvangen, waaronder:
- Global Green Awards – Hongkong:  (2021)[3]
- London Spirits Competition – Londen:  (2020),  (2021),  (2023)
- USA Spirits Ratings – San Francisco:  (2020)
- China Wine & Spirit Competition:  [(sinds) wanneer?]
- Asian Wine & Spirit competition:  (2023)
- Yellow line design awards:  (2023)